# Согласованное хеширование
Согласованное хеширование (англ. consistent hashing) — особый вид хеширования, отличающийся тем, что когда хеш-таблица перестраивается, только {\displaystyle K/n} ключей в среднем должны быть переназначены, где {\displaystyle K} — число ключей и {\displaystyle n} число слотов (slots, buckets). В противоположность этому, в большинстве традиционных хеш-таблиц, изменение количества слотов вызывает переназначение почти всех ключей.
Согласованное хеширование достигает тех же целей, что и рандеву-хеширование (англ. rendezvous hashing). Эти методики используют разные алгоритмы и были разработаны независимо и одновременно.